# Heiße Grenze
Heiße Grenze (Originaltitel: The Wonderful Country) ist ein US-amerikanischer Western von Robert Parrish aus dem Jahr 1959 mit Robert Mitchum und Julie London in den Hauptrollen. Als Grundlage diente der 1952 veröffentlichte Roman The Wonderful Country von Tom Lea.

## Handlung
Der Revolverheld Martin Brady ist vor vielen Jahren aus den Vereinigten Staaten nach Mexiko geflohen, da er den Mörder seines Vaters umgebracht hatte. Er arbeitet im Auftrag der mächtigen Castro-Brüder Cipriano und Marcos, von denen der eine Gouverneur und der andere General ist. Etwas widerwillig kehrt er in ihrem Auftrag in sein Heimatland zurück, um in Texas den Ankauf von Waffen zu besorgen. Der eigentlich kurz gedachte Aufenthalt Bradys verlängert sich, als er sich bei einem Unfall das Bein bricht. Er muss fortan über mehrere Wochen im Laden des deutschstämmigen Waffenverkäufers Sterner gepflegt werden, wobei sich Sterners Neffe Ludwig freundlich um ihn kümmert. Brady fällt auch schon bald Helen, der Ehefrau des örtlichen Majors Colton, auf. Diese ist von ihrer Ehe gelangweilt und flirtet offen mit Brady. Der Major befragt Brady ebenfalls, ob eine gemeinsame Kooperation mit den Castros gegen die Apachen – die immer wieder das Grenzland unsicher machen und sich dann in Mexiko zurückziehen – möglich sei.
Brady gefällt das Leben in den Vereinigten Staaten und er überlegt, ob er nicht in den USA bleiben könnte – zumal ihm während der Krankenzeit seine Waffenladung gestohlen wurde, weshalb er den Zorn der Castros fürchten muss. Der freundliche Ranger-Captain Rucker, der Bradys Lebensgeschichte kennt, bietet diesem eine Stellung in seiner Einheit an. Dann aber tötet Brady auf einer Dorffeier einen Mann, der zuvor Ludwig im Streit umgebracht und dann sein Gewehr auf Brady angelegt hatte. Da er davon ausgeht, dass man ihm keinen Glauben schenken wird, flüchtet Brady über die mexikanische Grenze und meldet sich bei den Castros zurück. Cipriano gibt sich trotz der gestohlenen Waffen verzeihend und nimmt ihn wieder als Leibwächter auf.
Einige Zeit später reisen Major Colton und seine Frau nach Mexiko, um mit den Castros ein gemeinsames Vorgehen gegen die Apachen auszuhandeln. Helen und Brady haben dabei eine kurze Affäre. Cipriano befiehlt inzwischen Brady, dass er seinen Bruder Marcos umbringen soll, da dieser selbst Gouverneur werden und deshalb ihn ermorden wolle. Brady habe keine andere Wahl als den Mordauftrag anzunehmen, da er wegen der gestohlenen Waffen nach mexikanischem Gesetz noch in der Schuld des Gouverneurs stehe. Brady möchte allerdings niemanden mehr umbringen und flüchtet auf das mexikanische Land. Nach einigen Wochen bei dem mexikanischen Bauern Santos trifft er afroamerikanische Angehörige von Major Coltons Kompanie. Colton ist nach einem Kampf mit den Apachen schwer verletzt, gönnt sich aber keine Ruhe oder medizinische Hilfe, da er seine Kompanie weiter führen will. Gemeinsam mit Brady können seine Leute auch die letzten flüchtenden Apachen besiegen, doch der Major stirbt kurz darauf an seinen Verletzungen.
General Marcos hat inzwischen seinen Bruder beseitigt und wurde zum neuen Gouverneur ernannt. Er weist die amerikanischen Armeen an, binnen kurzer Zeit Mexiko zu verlassen, und fordert die Auslieferung des ihm feindlich gesinnten Bradys. Captain Rucker rät Brady zur Rückkehr in die Vereinigten Staaten, wo seine Chancen bei einer Gerichtsverhandlung gut wären, da inzwischen Zeugen über sein Erschießen von Ludwigs Mörder ausgesagt hätten und die Tat wahrscheinlich als Notwehr gewertet werden würden. Auch die nun verwitwete Helen ist bereit, ihre Romanze mit ihm fortzusetzen, aber nur wenn er in die Staaten zurückkehrt. Brady gelingt schließlich die Flucht in die Vereinigten Staaten vor den Männern des Generals, aber dabei stirbt sein prachtvolles Andalusier-Pferd, ein Geschenk der Castros, kurz vor der Grenze.

## Hintergrund
Der Roman The Wonderful Country des Texaners Tom Lea (1907–2001) war nach seinem Erscheinen im Jahr 1952 ein Erfolg und Parrish fragte beim Autor an, ob er diesen verfilmen könne. Lea ist im Film in einem Cameo-Auftritt als Friseur zu sehen, der Mitchums Bart rasiert. Der Großteil des Filmes wurde in der mexikanischen Region Durango gedreht.
Mitchum war die dritte Wahl für die Rolle des Martin Brady, nachdem zuvor Henry Fonda und Gregory Peck abgelehnt hatten. Mitchum produzierte den Film mit seiner eigenen Produktionsfirma DRM Production ebenfalls mit. In der weiblichen Hauptrolle wurde die auch als Sängerin bekannte Julie London verpflichtet, die sich später erinnerte, dass die meisten ihrer Szenen geschnitten wurden. Satchel Paige, ein legendärer Baseballspieler, ist in einer Nebenrolle als afroamerikanischer Kavelleriesoldat zu sehen.

## Synchronisation
Die Synchronfassung entstand zur deutschen Kinopremiere bei der Ultra Film Synchron GmbH.
| Rolle                           | Schauspieler     | Dt. Synchronstimme    |
| ------------------------------- | ---------------- | --------------------- |
| Martin Brady                    | Robert Mitchum   | Curt Ackermann        |
| Helen Colton                    | Julie London     | Tilly Lauenstein      |
| Major Stark Colton              | Gary Merrill     | Siegfried Schürenberg |
| Gouverneur Cipriano Castro      | Pedro Armendáriz | Alfred Balthoff       |
| Captain Rucker, Texas Rangers   | Albert Dekker    | Eduard Wandrey        |
| Mr. Travis Hyte, Eisenbahnfirma | Jack Oakie       | Erich Fiedler         |
| Dr. Herbert J. Stovall          | Charles McGraw   | Holger Hagen          |
| Sergeant Tobe Sutton            | Satchel Paige    | Benno Hoffmann        |
| Santiago Santos                 | Anthony Caruso   | Friedrich Joloff      |
| Pancho Gil                      | Mike Kellin      | Stanislav Ledinek     |
| General Marcos Castro           | Víctor Mendoza   | Klaus Miedel          |
| Ben Sterner, Ladenbesitzer      | John Banner      | Paul Wagner           |
| Ludwig 'Chico' Sterner          | Max Slaten       | Otto Czarski          |

## Kritik
Heiße Grenze wurde mit gemischten Kritiken aufgenommen, enthält aber nach Meinung einiger Kritiker eine von Mitchums besten Schauspielleistungen. Er spiele ähnlich wie John Wayne in Der Schwarze Falke einen melancholischen Westernhelden, der sich von der gewöhnlichen Gesellschaft abgespaltet habe.
Prisma schreibt: „Der interessante Western des ordentlichen Gebrauchsregisseurs Robert Parrish (Unfall im Weltraum) zeigt Robert Mitchum in einer für ihn typischen Rolle, auch wenn er mal kein Schurke ist.“ Cinema schrieb, der Film beinhalte „komplexe Charaktere, herrliche Bilder“. Das Lexikon des internationalen Films urteilte weniger begeistert, aber noch wohlwollend: „Routinierter Durchschnittswestern mit schönen Farbaufnahmen. Robert Mitchum rettet mit seiner Präsenz die eher banale Handlung, die ansonsten allenfalls noch von etwas Abenteuer-Romantik aus der Pionierzeit lebt.“